# Bergpaca
De bergpaca (Cuniculus taczanowskii) is een middelgroot knaagdier uit Zuid-Amerika. Dit dier is nauw verwant aan de grote paca (Cuniculus paca).
De bergpaca leeft in de bergbossen van de Andes in Colombia, Ecuador en Peru. Het is een nachtdier dat zich voedt met zaden en afgevallen vruchten.